# Taranto (stacja kolejowa)
Taranto (włoski: Stazione di Taranto) – stacja kolejowa w Tarencie, w regionie Apulia, we Włoszech. Stacja posiada 6 peronów. Jest jedną z największych stacji kolejowych w regionie. Została otwarta w 1868.

## Historia
Budowa stacji Taranto zaczął po zatwierdzeniu projektu linii Bari-Taranto przez Gioia del Colle, która została ukończona 15 września 1868. Dnia 28 lutego 1869 roku stacja była również połączona z Metaponto przez Società per le Strade Ferrate Meridionali, która rozpoczęła budowę linii Jonica. W tym samym dniu zostało również oddane połączenia między stacją i portem w Taranto i otworto pierwszy odcinek linii Battipaglia-Potenza-Metaponto, po jej ukończeniu, otworto główne połączenie kolejowe do Salerno i Neapolu. W roku 1886 Società per le Strade Ferrate del Mediterraneo otworzyło linię Taranto-Brindisi, która zapewniła połączenie (szybsze i bezpieczniejsze) między dwiema stacjami i portem. Stacja Taranto była wspólna dla administracji kolejowej Rete Adriatica i Rete Mediterranea. Do końca XIX w. była najważniejszym węzłem kolejowym, na północ i na Adriatyku, na którym prowadzono cały ruch środków spożywczych i drewna z Kalabrii i Sycylii. Ta została obniżona po otwarciu linii Tirrenica Meridionale, która przeniosła cały ruch kolejowy w kierunku Salerno i Neapolu. Po utworzeniu South Ferrovie del Sud Est stała się źródłem dodatkowych linii regionalnych przez Martina Franca.